# 嵐の中で輝いて (映画)
『嵐の中で輝いて』（あらしのなかでかがやいて、原題: Shining Through）は、1992年公開のアメリカ映画。デヴィッド・セルツァーの監督・脚本、マイケル・ダグラスとメラニー・グリフィスの主演による。配給は20世紀フォックス。原作はスーザン・アイザックの小説（原題同じ）である。

## ストーリー
西暦1940年、アメリカ合衆国ニューヨーク。ユダヤ人の父親を持つリンダは、ドイツ語が堪能だったため、弁護士のリーランドの事務所で秘書として働くことになる。やがてリンダとリーランドは、上司と部下という関係を超えて、互いに惹かれ合っていくのだった。しかし、幸せは長くは続かなかった。第二次世界大戦が激化したことで、二人の関係に変化が生じたのだ。
実はリーランドの正体は、「米軍戦略事務局（後のCIA）」の大佐であり、主に他国に潜入している諜報員の指揮を取っていたのだ。だが、大戦の影響でアメリカとドイツの対立が深まり、ドイツに潜伏させていた諜報員が殺害されてしまう。これにより、リーランドは新たな諜報員をドイツに送りこむよう、軍から迫られていたのだ。この事実を聞かされたリンダは、ドイツにいる伯母一家を救い出すために、自分が諜報員となってドイツに潜入すると彼に志願する。彼女の志願に驚くリーランドだったが、彼女の熱意に押されて了承するのだった。
こうしてアメリカの諜報員としてドイツに潜入したリンダだったが、諜報員として素人同然の彼女に様々な危機が迫る。

## キャスト
| 役名                                 | 俳優                                     | 日本語吹替               | 日本語吹替      | 日本語吹替       |
| 役名                                 | 俳優                                     | ソフト版                 | テレビ東京版    | 機内上映版       |
| ------------------------------------ | ---------------------------------------- | ------------------------ | --------------- | ---------------- |
| エド・リーランド                     | マイケル・ダグラス                       | 小川真司                 | 小川真司        | 小川真司         |
| リンダ・ヴォス                       | メラニー・グリフィス                     | 高島雅羅                 | 藤田淑子        | 幸田奈穂子       |
| フランツ＝オットー・ディートリッヒ   | リーアム・ニーソン                       | 佐古雅誉                 | 堀勝之祐        | 大塚明夫         |
| マーグリート・フォン・エバースタイン | ジョエリー・リチャードソン               | 井上喜久子               | 沢海陽子        | 駒塚由衣         |
| サンフラワー                         | ジョン・ギールグッド                     | 八奈見乗児               | 上田敏也        | 加藤精三         |
| アンドリュー・ベリンガー             | フランシス・ギナン                       | 小島敏彦                 | 小杉十郎太      | 金尾哲夫         |
| ディーター （ディートリッヒの息子）  | アンソニー・ウォルターズ                 | 冬馬由美                 | 亀井芳子        | 喜田あゆみ       |
| ギーゼラ （ディートリッヒの娘）      | ヴィクトリア・シャレット                 | 山崎和佳奈               | 佐藤ユリ        | 麻見順子         |
| オルガ                               | シーラ・アレン                           | 竹口安芸子               | 藤生聖子        | 谷育子           |
| ヘフラー                             | マチュー・カリエール                     |                          |                 | 高宮俊介         |
| インタビュアー                       | クレメント・フォン・フランケンシュタイン | 吉水慶                   | 有本欽隆        | 岡部政明         |
| 魚屋                                 | パトリック・マルチェフスキー             | 中田和宏                 | 田中正彦        | 大塚芳忠         |
| ホルスト・ドレッシャー               | ロナルド・ニッチキ                       | 山野史人                 | 大滝進矢        | 飯塚昭三         |
| ヘッダ・ドレッシャー                 | ハンシ・ヨッホマン                       | さとうあい               | 紗ゆり          | 磯辺万沙子       |
| 国境指揮官                           | ヴォルフ・カーラー                       | 原語流用                 | 原語流用        | 麦人             |
| リンダの父                           | スタンリー・ ベアード                    | 村松康雄                 | 石井隆夫        | 藤本譲           |
| リンダの母                           | シルビア・シムズ                         | 前田敏子                 | 紗ゆり          | 斉藤昌           |
| 人事部長                             | ロリンヌ・ヴォゾフ                       | 竹口安芸子               | 五十嵐麗        | 出演シーンカット |
| 扇動者                               | ダナ・グラッドストン                     | 星野充昭                 | 青山穣          | 加藤精三         |
| その他                               | N/A                                      | 掛川裕彦 円谷文彦 仲野裕 | 小川智子 堀川仁 | 加藤正之         |

- テレビ東京版：初回放送1997年2月27日『木曜洋画劇場』:正味約98分
- 機内上映版:初回放送2024年7月14日『スターチャンネル』:正味約125分

## スタッフ
- 監督：デヴィッド・セルツァー
- 製作総指揮：デヴィッド・セルツァー、サンディ・ガリン
- 製作：ハワード・ローゼンマン、キャロル・バウム
- 共同製作：ナイジェル・ウール
- 脚本：デヴィッド・セルツァー
- 原作：スーザン・アイザック
- 撮影：ヤン・デ・ボン
- 美術：アンソニー・プラット
- 音楽：マイケル・ケイメン
- 編集：クレイグ・マッケイ

| 演出           | 福永莞爾     | 田島荘三                                  | 小林守夫                        |
| 翻訳           | 深沢三子     | 宮川桜子                                  | 小川裕子                        |
| 調整           |              | 山田太平                                  |                                 |
| 効果           |              | リレーション                              |                                 |
| 録音           |              |                                           | スタジオ・エコー スタジオ・ユニ |
| 担当           |              | 菅原有美子 (ムービーテレビジョンスタジオ) | 大谷幸雄 (TFC担当)              |
| プロデューサー |              | 深澤幹彦 中村公彦（テレビ東京）           |                                 |
| 配給           |              | アップルテレビジョン                      | 20世紀FOX                       |
| 制作           | テレビハウス | テレビ東京 ムービーテレビジョンスタジオ   | 東北新社                        |
| 制作協力       |              | 武市プロダクション                        |                                 |

## 受賞・ノミネート
- 第13回ゴールデンラズベリー賞
  - 受賞：最低作品賞
  - 受賞：最低女優賞 - メラニー・グリフィス
  - 受賞：最低監督賞 - デヴィッド・セルツァー
  - ノミネート：最低男優賞 - マイケル・ダグラス
  - ノミネート：最低脚本賞 - デヴィッド・セルツァー、原作者のスーザン・アイザック

- 第15回スティンカーズ最悪映画賞
  - 受賞：最悪作品賞